# Endogonàcies
Els endogonals (Endogonales) són un ordre de fongs mucoromicots de la classe dels endogonomicets (Endogonomycetes).

## Cicle vital
Els endogonals es distingeixen per la seva producció de petits esporocarps que contenen moltes zigòspores, les quals són menjades pels rosegadors i es distribueixen per la seva femta.
També produeixen una olor fètida que atrau mamífers i els anima a menjar-se els seus cossos fructífers i així estendre les seves espores.

## Nutrició
Com tots els fongs, aquests són heteròtrofs amb alguns que són sapròfits (amb una evidència feble).

## Taxonomia
L'ordre endogonals inclou dues famílies:
- Família Densosporaceae
- Família Endogonaceae